# 矢野・兵動
矢野・兵動（やの・ひょうどう）は、吉本興業に所属する日本のお笑いコンビ。1990年結成。共にNSC大阪校9期生。

## メンバー
矢野 勝也（やの かつや、1970年8月17日 - ）（55歳）
ツッコミ担当、立ち位置は向かって左。
- 兵庫県尼崎市出身。
- 血液型AB型。
- 母は大丸百貨店のエレべーターガール。3歳下の弟がいる。既婚、3女あり。
- 2015年8月16日、尼崎市記念公園総合体育館で開催された第41回尼崎ボディビル選手権大会に出場。

兵動 大樹（ひょうどう だいき、1970年7月24日 - ）（55歳）
ボケ・ネタ作成担当、立ち位置は向かって右。
- 大阪府大阪市西淀川区出身。
- 大阪府立北淀高等学校卒業。
- 血液型O型。

## 略歴
両者とも1990年にNSC大阪校（9期生）に入学。同期にはナインティナイン、チュパチャップス、へびいちご、川畑泰史らがいる。
兵動は小学生の頃、漫才ブームをきっかけに芸人に憧れを持ち、その後、ダウンタウンを見て芸人を志す。子供の頃から芸人になることを夢見ていた兵動は素人時代から島川学（現・へびいちご）とコンビを結成し、島川と共にNSCへ入学した。当時、市営住宅で同居していた祖母から「市営住宅に住んでいる子は芸人になられへん」と言われ、兵動は「そうなんや」と納得する。これをきっかけに、島川とのコンビを解散し、構成作家を志望するも、NSCに途中入学してきた矢野と出会い、1990年5月に結成する。
1994年、同期のナインティナインが東京で活躍し始める中、同年の上方お笑い大賞で銀賞（最優秀新人賞）を受賞。その一方で仕事は激減し、営業が月に1回だけという時代が続く。その頃の矢野は歌好きであったため、自分の好きなことを伸ばそうとボイストレーニングに通い始める。
2000年以降も仕事が少ない状況は変わらず、十年近く不遇の時代が続く中で、細々と漫才ライブを続けていた。2004年に兵動が結婚し、2006年には第１子が誕生する。その頃、大木こだま（大木こだま・ひびき）の助言により発奮した兵動は2003年にbaseよしもとにて１度行ったトークイベントをベースに、1人で月1回のトークライブ『兵動大樹のおしゃべり大好き。』を定期的に開催することを始めた。
2000年頃に兵動が後のR-1ぐらんぷりの基礎となるワッハ上方のワッハホール（現在のよしもと漫才劇場）にて開催された『これも落語だ』というイベントで落語に挑戦する機会があり、それを見たスタッフが「1人喋りでなにかイベントやってみたら?」と声をかけ、後の1人喋りのイベントの開催のきっかけとなる。
2007年の夏、東京で活動していた同期の宮川大輔からのオファーで同年9月放送の『人志松本のすべらない話』（フジテレビ）のスピンオフ企画『大輔宮川のすべらない話』に兵動が出演。その後『人志松本のすべらない話』本編にも出演するようになり、2014年2月現在までにMVSを計4回獲得。『人志松本のすべらない話』に出演したことによって生活が一変したと述べている。
2009年5月、矢野がエンターテインメント集団「劇団YANOZAILE」を立ち上げる。
2010年には結成20周年を迎え、「結成20周年特別興行 漫才病 矢野・兵動祭〜矢野さんおおいに歌う! 〜」を5月29日になんばグランド花月、6月26日にルミネtheよしもとにて開催。同年10月13日には兵動に第2子が誕生した。
2016年11月、矢野が劇団「PUNK」を立ち上げ、12月に旗揚げ公演『霧の中の星屑たち』を上演し、自身は原案・演出を担当。

## 受賞歴
- 1993年 第23回 NHK上方漫才コンテスト 優秀賞[3]
- 1993年 第14回 ABCお笑い新人グランプリ 優秀新人賞[3]
- 1994年 第23回 上方お笑い大賞 銀賞[3]
- 2006年 第4回 MBS新世代漫才アワード 決勝大会進出
- 2007年 第42回 上方漫才大賞 奨励賞[3]
- 2007年 第5回 MBS新世代漫才アワード 準優勝
- 2009年 第44回 上方漫才大賞 大賞[3]

## 出演

### 特番
- Cygames THE MANZAI マスターズ（フジテレビ）2015年から出演

### 過去の出演
- 爆笑BOOING（関西テレビ）第2代グランドチャンピオン
- 屋台の目ぇ（毎日放送）金曜レギュラー
- ブレイクもの!（フジテレビ、1998年1月-9月）
- ごきげんライフスタイル よ〜いドン!（関西テレビ）木曜「人気モン見学」レポーター

### ラジオ
- ラジオよしもと むっちゃ元気スーパー!（ラジオ大阪、2008年7月-2013年3月）火曜日
- 吉本海岸通りラジオ劇場（ラジオ関西）

### CM
- イマジン・ジャパン
- アジヨシ焼肉店
- ホカロン（ロッテ）

矢野
- CRびっくりぱちんこあしたのジョー※ラジオCM

### 舞台
- 京橋花月よる芝居・CROSS CONNECTION〜クロス コネクション〜（2009年1月9日 - 18日、京橋花月）

矢野
- 「吉本百年物語 日本全国、テレビで遊ぼ」（2012年12月、なんばグランド花月） - 横山やすし 役

兵動
- 「吉本百年物語 焼け跡、青春手帖」（2012年9月、なんばグランド花月） - 花菱アチャコ 役

### 掲載雑誌
- Look at STAR! Vol.8

### 映像作品
- うめだ花月2周年記念永久保存版
- 新ファンキー・モンキー・ティーチャー どつかれたるねん
- はビデ NEOお笑いクールウエイブ
- 板の上〜これが、矢野・兵動だ!〜（※2009年の「漫才病」を収録）
- よ〜いドンPresents 矢野・兵動の懐かしいモノ見学 1、2